# Leucotmemis ornatula
Leucotmemis ornatula là một loài bướm đêm thuộc phân họ Arctiinae, họ Erebidae.